# Lothar Stramma
Lothar Stramma (* 23. April 1955 in Lünen) ist ein deutscher Meereskundler, dessen Forschungen sich mit Ozeanzirkulation und Klimadynamik beschäftigen. Schwerpunkt bildet die physikalische Ozeanographie. Seit 2004 ist er Mitarbeiter des GEOMAR Helmholtz-Zentrums für Ozeanforschung Kiel.
Von 1975 bis 1984 studierte er Ozeanographie an der Christian-Albrechts-Universität in Kiel. 1984 und 1985 war er als Postdoktorand an der University of Rhode Island in Narragansett angestellt. Von 1986 bis 2003 arbeitete er für das Institut für Meereskunde (IfM) in Kiel.
2013 wurde Stramma „für seine wegweisenden Arbeiten zur großskaligen Zirkulation im tropischen Atlantik und Südatlantik und seine bahnbrechenden Datenanalysen zur Dynamik und den Veränderungen von tropischen Sauerstoffminimumzonen“ mit der Albert-Defant-Medaille ausgezeichnet.
Erkenntnisse und Erläuterungen Strammas, insbesondere zu den Sauerstoff-Minimum-Zonen, werden häufig von deutschsprachigen Medien herangezogen.
Stramma ist verheiratet und hat zwei Söhne.

## Veröffentlichungen (Auswahl)
- L. Stramma, J. R. E. Lutjeharms: The flow field of the subtropical gyre of the South Indian Ocean. In: J. Geophys. Res. 102, 1997, ISSN 0094-8276, S. 5513–5530.
- „Expanding Oxygen-Minimum Zones in the Tropical Oceans“. Veröffentlicht am 2. Mai 2008 auf sciencemag.org
- „Expansion of oxygen minimum zones may reduce available habitat for tropical pelagic fishes“. Veröffentlicht am 4. Dezember 2011 auf nature.com
- „Nitrogen cycling driven by organic matter export in the South Pacific oxygen minimum zone“. Veröffentlicht am 24. Februar 2013 auf nature.com

## Internet
- Literatur von und über Lothar Stramma im Katalog der Deutschen Nationalbibliothek
- Informationen über Lothar Stramma beim GEOMAR Helmholtz-Zentrum für Ozeanforschung Kiel
- Informationen über Lothar Stramma im Informationssystem der Universität Kiel